# 小兔彼得的故事
《小兔彼得的故事》（英語：The Tale of Peter Rabbit）是碧雅翠絲·波特創作的經典兒童繪本，在1902年10月由費德里克·沃恩公司首度出版。描繪了頑皮的彼得兔不聽媽媽的勸告，進入麥奎格先生菜園子裡偷吃的故事。
至今該作已被翻譯成30多種語言出版，成為最暢銷的童書之一。於2000年更被美國紐約公共圖書館推選為世紀經典童書第一名。

## 故事簡介

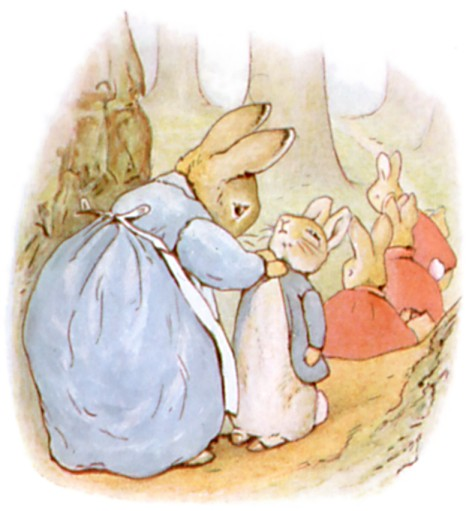
兔媽媽送子女們出門。

兔媽媽再三告誡她的子女們千萬不要進入麥奎格先生的菜園子，並指出兔爸爸就是在那落入陷阱、被作成餡餅。三隻小兔子都很聽媽媽的話乖乖去摘黑莓子，唯有最頑皮的彼得偷偷溜進麥奎格先生的菜園子裡大吃特吃。
不料，在一排菜園子的盡頭處，彼得迎頭遇上了麥奎格先生，他被嚇壞了，用盡全力才逃出菜園子，卻不慎將自己的藍色上衣和鞋子遺落在該處。
在回到家後，彼得就生病臥床了。

## 創作
1893年9月，碧雅翠絲·波特在寫給男孩諾埃爾·摩爾（波特過去的家庭女教師安妮·摩爾的兒子，時年5歲）的信中首度講述了關於彼得兔的故事：「親愛的諾埃爾，我不知道該寫什麼，所以就說個故事給你聽，是關於四隻小兔子的故事，牠們是小福、小毛、小白和彼得。」之後波特也陸續寄給諾埃爾不少帶插圖的信。這成為《小兔彼得的故事》的創作起源。
故事主角「彼得兔」的原型多半被認為是波特童年時所飼養的一隻名叫「彼得」的比利時野兔:82。

## 出版

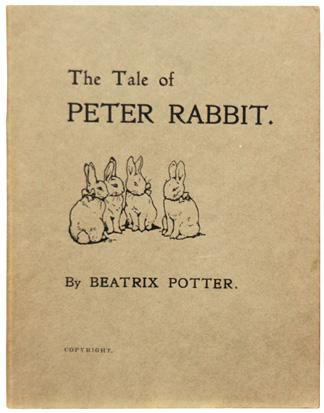
1901年自費版封面。

1900年，波特將以往寫給諾亞的信件都借回來加以擴充，附上了一系列的黑白色插圖及少數幾張彩色插圖。她先後把這些稿件寄給包括費德里克·沃恩公司在內的六家出版社，但均遭退稿，有的出版商覺得書裡彩色插圖太少，也有出版商認為應該把故事改成用詩歌方式敘述。波特希望她的作品能保持原貌，於是只好在1901年耶誕節期間自費出版《小兔彼得的故事》，共印了二百五十本:82:138。
由於自費版備受好評，波特再度將插圖和手稿寄給費德里克·沃恩公司，這次就被對方所接納了。波特與出版方妥協，將書中的插圖改為彩色。1902年10月，《小兔彼得的故事》首度出版，共印了八千本，大受歡迎，很快就被預訂一空。

## 殊榮
《小兔彼得的故事》於2001年被美國《出版者周刊》評為「所有時代最暢銷童書」第二名，此外還先後入選紐約公共圖書館「每個人都應該知道的一百種繪本」、美國全國教育協會「教師們推薦的100本書」、日本兒童文學者協會編《世界圖畫書100選》等各種書單:54。

## 改編作品
在1930年代，華特·迪士尼曾計畫將《小兔彼得的故事》改編為動畫電影，不過遭碧雅翠絲·波特謝絕。
改編電影《比得兔》於2018年2月上映，由威爾·古勒執導，詹姆斯·柯登、多姆納爾·格利森、蘿絲·拜恩、山姆·尼爾等人主演或配音。其續集《比得兔兔》於2021年上映。

## 外部連結
- The Tale of Peter Rabbit - 古腾堡计划
- LibriVox中的公有领域有声书《The Tale of Peter Rabbit》